# Пунс, Ларри
Ларри Пунс, или Лоуренс Пунс (англ. Larry Poons, Lawrence Poons; род. 1 октября 1937, Огикубо, пригород Токио) — современный американский художник-абстракционист.

## Жизнь и творчество
Родился 1 октября 1937 года в Огикубо, пригороде Токио. Родители — Мелвин и Эсма Пунс. Отец художника, уроженец Нью-Йорка, в момент рождения Ларри занимался экспортом и импортом в порту Кобе. Мать художника Эсма Пунс родилась в Японии в австро-английской семье, известно, что она увлекалась рисованием (непрофессионально) и музыкой. Уже в 1940 году семья художника эмигрирует в США и селится в Нью-Йорке.
В юношестве начинает пробовать себя в живописи, после нескольких пейзажей увлекается работами Пита Мондриана, Казимира Малевича и позднего Василия Кандинского и переходит на абстракцию. Осенью 1955 года поступает в Консерваторию Новой Англии, где начинает изучать музыку. Понимает, что композиторское искусство не для него, и начинает пропускать занятия. Одновременно у Ларри Пунса крепнет интерес к изобразительному искусству, он начинает больше писать на холсте. Осенью 1956 года девятнадцатилетний Ларри Пунс, несмотря на возражения отца, решает, что ему лучше стать художником, а не музыкантом.
В 1957 году отправляется в Бостон, там поступает в школу при Музее изящных искусств и подвергается насмешкам как со стороны сокурсников, так и со стороны преподавателей за свой интерес к искусству Пита Мондриана и Стюарта Дэвиса. Картину начинающего художника «Sophisticated Painting Without Blue» в стиле неопластицизма показывают на школьной выставке, и она также получает отрицательные отзывы преподавателей. Через полгода Ларри Пунс оставляет учёбу в школе и в 1958 году возвращается в Нью-Йорк.
В Нью-Йорке Ларри Пунс селится на Манхэттене и начинает писать свою серию «Art of the Fugue». Работает в фирме у отца. Тот хочет дать старшему сыну бизнес-образование и сделать представителем своей компании в Южной Америке, но молодой художник не желает покидать Нью-Йорк и предпочитает жить самостоятельно за счёт случайных заработков, успевает поработать в музыкальном магазине, а также посыльным на Уолл-стрит. Несколько раз переезжает с одного адреса на другой. Начинает ходить в кафе «Epitome», где слушает выступления битников Джека Керуака, Рэя Бремзера, Тейлора Мида, Грегори Корсо и показывает свои живописные работы. Также в это время Ларри Пунс начинает интересоваться дадаистами и сюрреализмом.
В потрясении от выставки Барнетта Ньюмана, Ларри Пунс пишет тому письмо и через месяц Барнетт Ньюман звонит в ответ и приглашает молодого художника на вечеринку. Они становятся друзьями, Барнетт Ньюман даже встречается с Мелвином Пунсом, отцом Ларри, и пытается объяснить тому, что художник — вполне «достойная профессия». Приблизительно тогда же, в 1959—1960 годах, Ларри Пунс знакомится с арт-критиком Генри Гелдцалером, художниками Фрэнком Стеллой и Рэем Джонсоном.
В Нью-Йорке продолжает получать образование в Художественной студенческой лиге, где позже станет и преподавать.
В 1962 году Ларри Пунс делает первую свою «точечную» картину «Cripple Creek»: распыляет краску по негрунтованному холсту, а потом поверх наносит маслом точки. Новый способ, dot painting, получает поддержку среди друзей, художники советуют продолжать работать в том же духе. В этом же году Ларри Пунс знакомится с Робертом Индианой, Агнес Мартин, Джеймсом Розенквистом, Эльсуортом Келли, Робертом Моррисом и Джеком Янгерманом, вслед за Агнес Мартин начинает использовать в работе акрил.
Ричард Беллами, владелец нью-йоркской Green Gallery, посещает мастерскую Ларри Пунса и берёт две работы художника, «Cripple Creek» и «Slice and Reel» (работа в стиле shaped canvas painting, то есть выполненная на холсте нестандартной, не прямоугольной формы) на групповую выставку в свою галерею. На этой выставке работы Ларри Пунса выставляются вместе с Джеймсом Розенквистом, Робертом Моррисом, Лукасом Самарасом, Джорджем Сигалом, Дональдом Джаддом, Дэном Флавином, Класом Олденбургом, Милетом Андреевичем и Яёи Кусамой. В 1962 году художник знакомится ещё и с Кеннетом Ноландом.
В 1963—1965 годах в Green Gallery проходят три персональные выставки Ларри Пунса, его работы получают хорошую критику, и к художнику приходит известность.
К этому моменту Ларри Пунс считается одним из представителей оп-арта, выставляется с другими оп-арт-художниками, но где-то начиная с 1966 года отходит от оптического искусства в сторону абстрактной живописи, начинает писать в заметно более свободной манере.
В 1967 году делает персональную выставку в самой успешной нью-йоркской галерее того времени, у Лео Кастелли.
К концу 1960-х годов работы Ларри Пунса становятся более строгими по цвету, точки преобразуются в полосы, картины приобретают глубину и атмосферность, но основной интерес для художника по-прежнему представляет цвет. В 1970-х стиль художника полностью меняется, теперь он создаёт густо текстурированные, аморфные композиции с трещинами и волдырями, а в некоторых работах использует пропитанный масляной краской поролон.
В 1967 и 1969 годах работы художника участвуют в ежегодных выставках «Whitney Annual», а в 1973 году, когда «Whitney Annual» была уже переформатирована в биеннале, и в Биеннале Уитни.
В настоящее время Ларри Пунс живёт и работает в Нью-Йорке.
Картины Ларри Пунса критиками и искусствоведами причисляются к следующим художественным направлениям: оп-арт, живопись цветового поля, живопись жёстких контуров, лирический абстракционизм и абстрактный экспрессионизм.

## Групповые выставки (выборочно)
- 1973 — Биеннале Уитни, Нью-Йорк
- 1968 — документа IV, Кассель
- 1966 — «Art of the United States, 1670—1966», Музей Уитни, Нью-Йорк
- 1965 — Биеннале в Сан-Паулу, Сан-Паулу
- 1965 — выставка в MoMA, Нью-Йорк